# Kyphosus

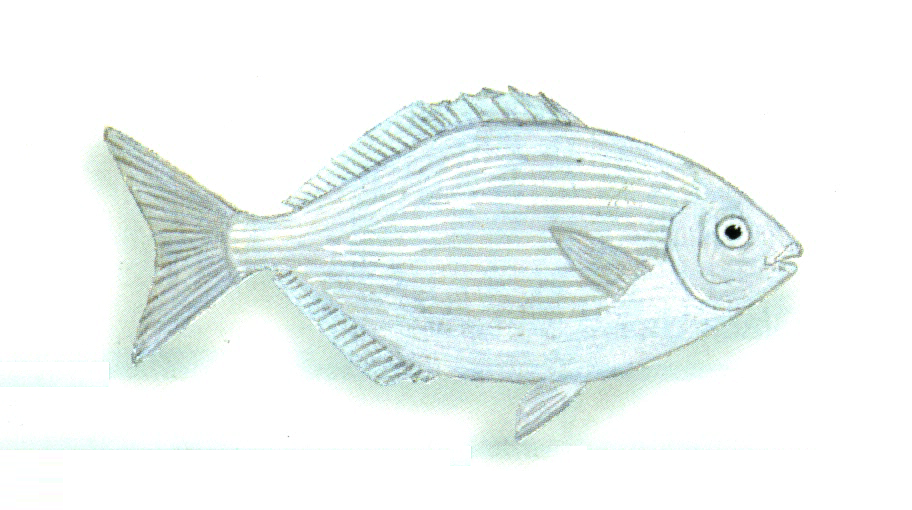
Kyphosus cinerascens

Kyphosus és un gènere de peixos pertanyent a la família dels kifòsids.

## Descripció
- Cos allargat, ovalat, comprimit i de color gris (encara que, segons l'espècie, presenta també franges de color bronze al llarg de les fileres d'escates).
- Dents petites, immòbils i amb les puntes aplanades a totes dues mandíbules. També en té al centre del sostre de la cavitat bucal i la llengua.
- Preopercle serrat.
- Aleta dorsal amb XI espines i anal amb III espines.
- Cap amb escates, incloent-hi l'espai entre els ulls.
- Cua bifurcada.
- Aletes pectorals curtes i arrodonides.[2][3]

## Distribució geogràfica
És circumglobal i es troba a les aigües tropicals i subtropicals de tots els oceans.

## Taxonomia
- Kyphosus analogus (Gill, 1862)[7]
- Kyphosus bigibbus (Lacépède, 1801)[8]
- Kyphosus cinerascens (Forsskål, 1775)[9]
- Kyphosus cornelii (Whitley, 1944)[10]
- Kyphosus elegans (Peters, 1869)[11]
- Kyphosus hawaiiensis (Sakai & Nakabo, 2004)[12]
- Kyphosus incisor (Cuvier, 1831)[13]
- Kyphosus lutescens (Jordan & Gilbert, 1882)[14]
- Kyphosus pacificus (Sakai & Nakabo, 2004)[12]
- Kyphosus sectator (Linnaeus, 1758)[15]
- Kyphosus sydneyanus (Günther, 1886)[16]
- Kyphosus vaigiensis (Quoy & Gaimard, 1825)[17][18][19][20][21][22][23]